# A Conquista do Oeste
How the West Was Won (bra/prt: A Conquista do Oeste) é um filme de faroeste estadunidense de 1962, dirigido por John Ford, Henry Hathaway e George Marshall.

## Direção
O trabalho de direção foi dividido entre os diretores por segmentos da história: John Ford dirigiu o segmento da Guerra Civil dos Estados Unidos da América; Henry Hathaway, os segmentos dos Rios, Planícies e Os Fora-da-Lei; e George Marshall ficou com o segmento da Estrada de Ferro.
Houve ainda a participação na direção de Richard Thorpe, não-creditada, dirigindo as sequências históricas que serviam de transição para as sequências principais.

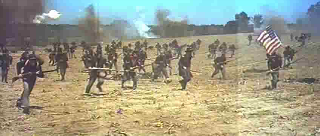
Guerra civil, por John Ford
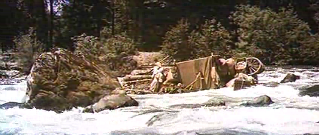
Rios, por Henry Hathaway
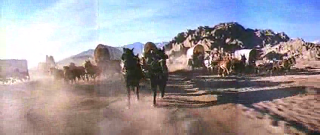
Planícies, por Henry Hathaway
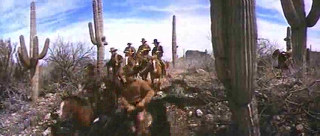
Os fora-da lei, por Henry Hathaway
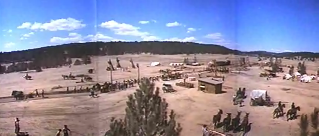
Estrada de ferro, por George Marshall

## Sinopse
Filme épico que narra os 50 anos da expansão americana rumo ao Oeste, entre 1830 e 1880, vistos através das experiências das famílias Prescott e Rawlings, passando pelo isolamento dos sítios construídos pelos pioneiros, pela corrida do ouro, pela guerra civil americana e, finalmente, pela construção das estradas de ferro.
Segue os Prescotts, uma família imigrante do Leste, por quatro gerações, do Canal Erie, por volta de 1830, até meio século depois, quando efetivamente se estabelecem. Pelo caminho encontram piratas fluviais e escapam com a ajuda do caçador de peles Linus Rawlings, que posteriormente se casa com uma de suas filhas, Eve. A outra filha, Lilith, transforma-se em uma cantora de barcaça e atrai o olhar do aventureiro Cleve Van Valen. Eles cruzam as planícies juntos em um trem de passageiros e ganham e perdem uma fortuna na Califórnia; enquanto isso Linus se torna fazendeiro e, com a Guerra da Secessão, se junta ao exército da União e é morto na batalha de Shiloh. Um de seus filhos, Zeb, também se junta ao exército e, com o final da guerra, permanece como oficial de cavalaria e é mandado para o Colorado para ajudar na segurança da estrada de ferro que cruzava a terra dos índios. Enquanto isso Lilith transforma-se na senhora mais rica da família, tendo sobrevivido tempo suficiente para ver o sonho do assentamento dos pioneiros no Velho Oeste realizado.

## Elenco e personagens

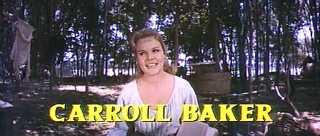
Carroll Baker, como Eve Prescott Rawlings, esposa de Linus e mãe de Zeb
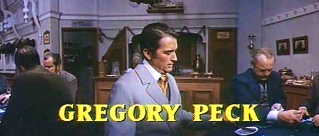
Gregory Peck, como Cleve Van Valen, jogador e depois marido de Lily
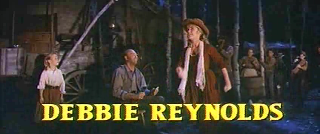
Debbie Reynolds como Lilith 'Lily' Prescott, cantora, irmã de Eve e esposa de Cleve
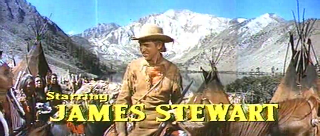
James Stewart, como Linus Rawlings, caçador, marido de Eve
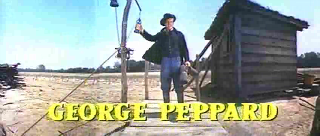
George Peppard, como Zeb Rawlings, filho de Linus, soldado e xerife
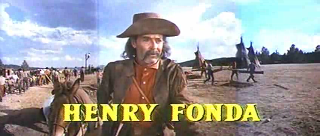
Henry Fonda, como Jethro Stuart, caçador amigo de Linus e Zeb
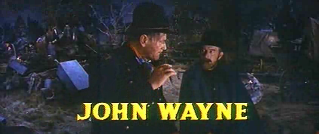
John Wayne, como general William Tecumseh Sherman
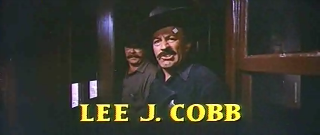
Lee J. Cobb, como Lou Ramsey, delegado amigo de Zeb
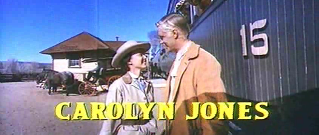
Carolyn Jones, como Julie Rawlings, esposa de Zeb
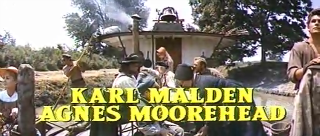
Karl Malden, como Zebulon Prescott Agnes Moorehead, como Rebecca Prescott, casal que vai ao Oeste com as jovens filhas Eve e Lily
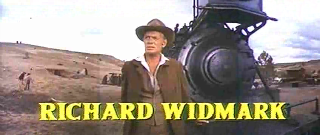
Richard Widmark, como Mike King, construtor da Estrada de Ferro
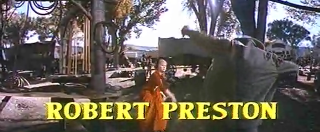
Robert Preston, como Roger Morgan, guia da caravana e pretendente de Lily
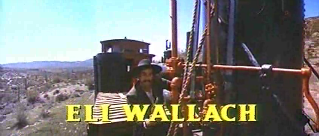
Eli Wallach, como Charlie Gant, bandido inimigo de Zeb
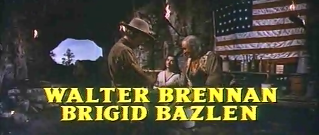
Walter Brennan, como Jeb Hawkins Brigid Bazlen, como Dora Hawkins, casal de trapaceiros e ladrões
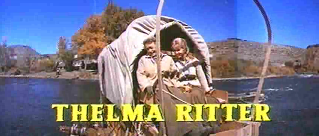
Thelma Ritter, como Agatha Clegg, solteirona em busca de marido, amiga de Lily
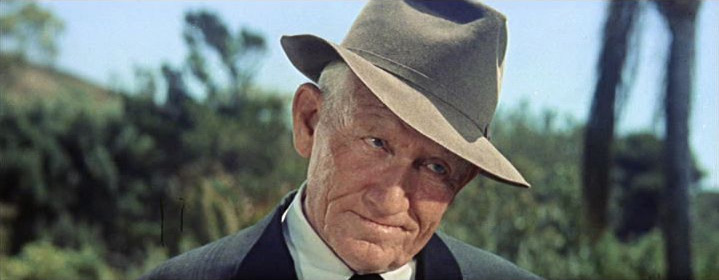
Spencer Tracy, como narrador

e mais:
- Russ Tamblyn, como desertor confederado
- Andy Devine, como comandante Peterson
- Harry Morgan, como o General Ulysses S. Grant
- Raymond Massey, como Abraham Lincoln
- Lee Van Cleef, como um ladrão de viajantes (não creditado)[carece de fontes?]
- Cliff Osmond, como um barman (não creditado)[carece de fontes?]
- Jay C. Flippen, como Huggins (não creditado)[carece de fontes?]
- Ken Curtis, como Ben (não creditado)[carece de fontes?]
- Harry Dean Stanton, como Gant Henchman (não creditado)[carece de fontes?]

## Principais prêmios e indicações
Oscar 1964 (EUA)
- Venceu
  - melhor montagem[3]
  - melhor roteiro original[3]
  - melhor som[3]

- Indicado
  - melhor filme[3]
  - melhor fotografia - cor[3]
  - melhor direção de arte - cor[3]
  - melhor figurino - cor[3]
  - melhor trilha sonora original[3]

Prêmio Eddie 1964 (American Cinema Editors, EUA)
- Venceu
  - Filme mais bem editado[carece de fontes?]